# Geloofsopvoeding
Geloofsopvoeding vormt een onderdeel van het opvoedingstraject waarin jongeren de betekenis en de rol van de religie krijgen bijgebracht. De geloofsopvoeding maakt deel uit van het socialisatieproces waarin men de waarden en normen aanleert van de religie waartoe de ouders behoren. Geloofsopvoeding begint doorgaans binnen het gezin waarbij de ouders een voorbeeldfunctie vervullen. Op latere leeftijd leveren andere socialisatoren zoals kerk, onderwijs en verenigingsleven een aandeel. 

## Uitgangspunten
Verschillende godsdiensten baseren zich in hun tradities op een heilig boek dat de grondslag vormt van het belijden van het geloof. In het christendom is dit de Bijbel, voor het jodendom geldt de Thora en aanhangers van de islam putten inspiratie uit de Koran. Er is sprake van een cultuur van geloofsopvoeding wanneer gezin, onderwijs en religie vanaf de eerste levensjaren van een kind gezamenlijk optrekken.

## Socialisatietechnieken
In samenwerking met het jeugdwerk, de media enz. versterkt en verbreidt  men het geloof en het geloofsleven met allerlei socialisatietechnieken. Naast voorlichting en informatie hanteert iedere godsdienst per leeftijdsgroep zijn eigen initiaties, rituelen en ceremonies.  Hiermee draagt men de waarden en normen over aan de jonggelovige en wordt deze ingelijfd in de religieuze gemeenschap. 

## Gezin
Het gezin is het uitgangspunt van de geloofsopvoeding en het eerste steunpunt bij het aankweken van een godsdienstig bewustzijn. Een 'modelgezin' bereidt het kind voor op een religieus, deugdzaam en kerkelijk leven en begeleidt het op de lange mars naar een zelfstandige gelovige. Vanaf de geboorte worden rituelen in stelling gebracht om de pasgeborene lid te laten worden van de geloofsgemeenschap. Zo vormt bij de rooms-katholieken de doop het startsein voor het proces van inwijding en inlijving. In het jodendom of de islam is dat de circumcisie. Geloofsoverdracht is succesvol als het nageslacht het geleerde van zijn rolmodel internaliseert, navolgt en imiteert.

## Onderwijs
Het onderwijs levert een bijdrage aan de geloofsopvoeding. Zo beïnvloedde het Vaticaan de denkbeelden over de katholieke geloofsopvoeding en het onderwijs door de encycliek Divini Illius Magistri (1929). Het geestelijke gezag in Rome kende in die encycliek de (kweek)scholen een belangrijke religieuze waarde toe. Scholen zag men als de natuurlijke aanvulling op gezin en kerk:
“(...) het gehele onderwijs en de gehele inrichting van de school: onderwijzers, programma’s en boeken, dient in ieder vak beheerst te worden door de christelijke geest, onder de leiding en moederlijke waakzaamheid van de Kerk (...)"
Dit soort opvattingen van de kerkleiders van de (wereld)godsdiensten zorgen ervoor dat het bijzonder onderwijs een godsdienstige kleur kent. Bij de inrichting van scholen en klaslokalen ziet men gebedsruimtes, afbeeldingen van kerkleiders of heiligen, kruisbeelden enz. De aanwezigheid hiervan grijpt men voor de jonggelovige aan om tot zielverheffing te komen en vergroting van de omvang van de kerkgemeenschap. Leerkrachten onderschrijven de identiteit van de school en beschikken over de kennis van de aangehangen leer en leveren hun bijdrage. Zo dienden de katholieke leerkrachten tot in de jaren zestig over het zogenaamde Godsdienstkennis diploma A en B te beschikken. Verder dienden ze bekend te zijn met de pauselijke encyclieken, met de Bijbelse- en met de kerkgeschiedenis. 

## Onderwijslesmateriaal
Indien mogelijk selecteren de hoofden van de scholen lesboeken die de leer en denkbeelden uitdragen. De boeken kunnen het dagelijkse decor reproduceren waarin de schooljeugd vanaf het ochtend- tot avondgebed leeft. Uitgeverijen van schoolboeken uit de eigen zuil voorzien in de lesboeken met de gewenste inhoud. In Nederland maakten de uitgeverijen Zwijsen en Malmberg hiervan werk. Onder het motto: ‘Rooms onderwijs in de Roomse school.’ waren zij decennialang de hofleveranciers van de katholieke scholen. De boeken ontvingen een bisschoppelijk keurmerk: het nihil obstat.

## Jeugdbeweging
Kerkelijke autoriteiten kunnen ook de jeugdbeweging (ontspanning, sport, scouting enz.) binnen de geborgenheid van hun zuil onderbrengen. Geloofsbehoud en geloofsuitbreiding staan bovenaan het lijstje met prioriteiten. Bij de katholieken zag men o.a. de scouting als een hulpmiddel bij godsdienstige opvoeding. De jeugdleidster speelde een rol als medezielzorgster. 

## Ideologie en indoctrinatie
Of er bij geloofsopvoeding sprake is van het overbrengen van een ideologie, is een punt van discussie. Dat geldt evenzeer voor de vraag of er sprake is van een vrije wil of van indoctrinatie. 